# Религия в Болгарии
Вероисповедание в Болгарии свободно. Религиозные общности и учреждения отделены от государства и не могут быть использованы в политических целях. Традиционная религия в Республике Болгария — Православие.
По результатам официальной переписи населения Болгарии в 2011 году, 78,2 % из населения страны определили себя религиозными.
| Христианство | Христианство | Христианство  | Христианство         | Ислам   | Ислам | Иудаизм | другие |
| 77,96        | 77,96        | 77,96         | 77,96                | 10,02   | 10,02 | 0,012   | 0,16   |
| Православие  | Католицизм   | Протестантизм | Армянский апостолизм | Сунниты | Шииты | 0,012   | 0,16   |
| 75,96        | 0,85         | 1,12          | 0,03                 | 9,48    | 0,48  | 0,012   | 0,16   |

Протестанты в Болгарии представлены Пятидесятническими Ассамблеями Болгарии (входят в Ассамблеи Бога, 25 тыс. верующих), адвентистами, баптистами и Свидетелями Иеговы.
Только 13,6 % болгар посещают религиозные службы хотя бы раз в месяц. 67,3 % заявляют, что верят в Бога, а 24,1 % — в загробную жизнь

## Армянская апостольская церковь
Первые церкви появились в 1867 году. Построено 10 храмов и 2 часовни. Кафедральный собор в честь Пресвятой Богородицы строится в Софии

## Галерея

Религиозные храмы в Болгарии
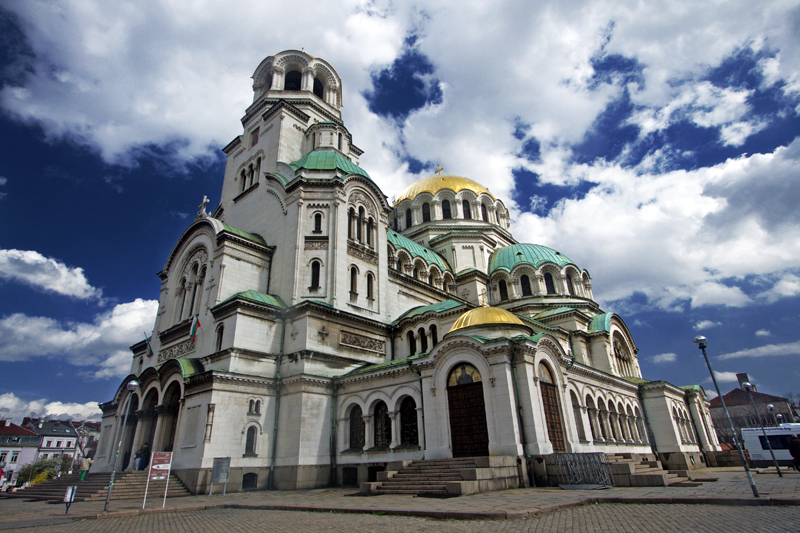
Храм-памятник Александра Невского
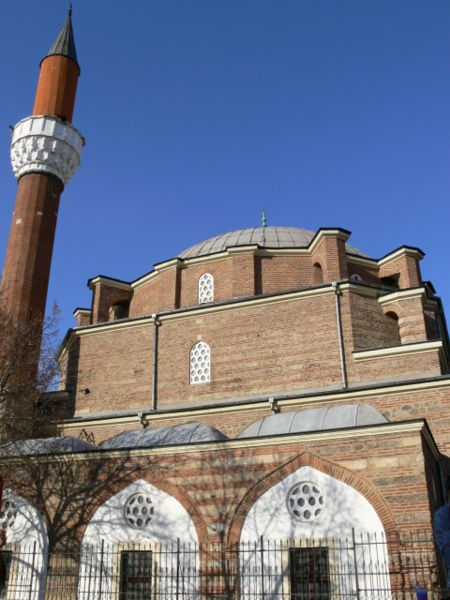
Мечеть Баня Баши
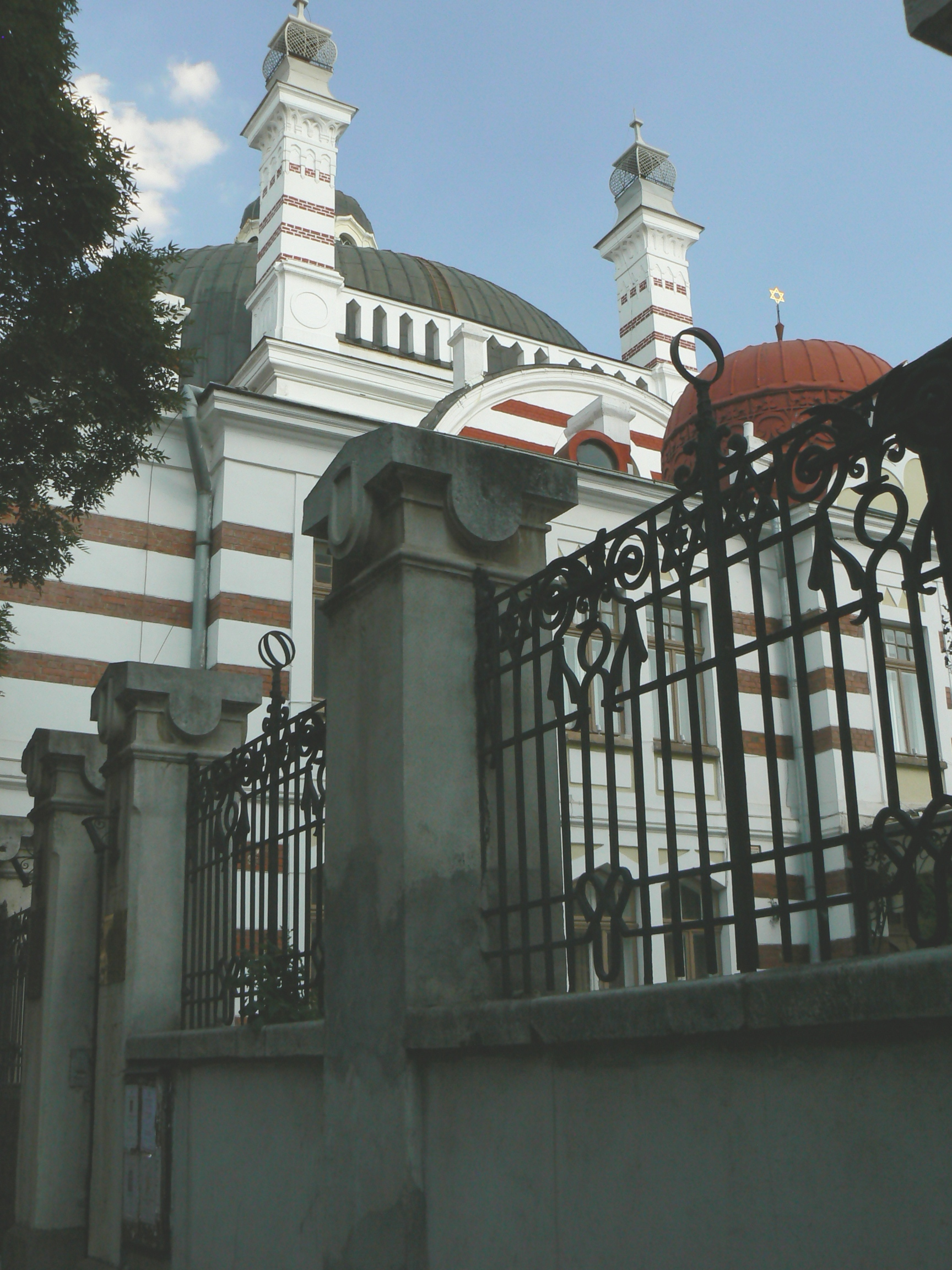
Софийская синагога
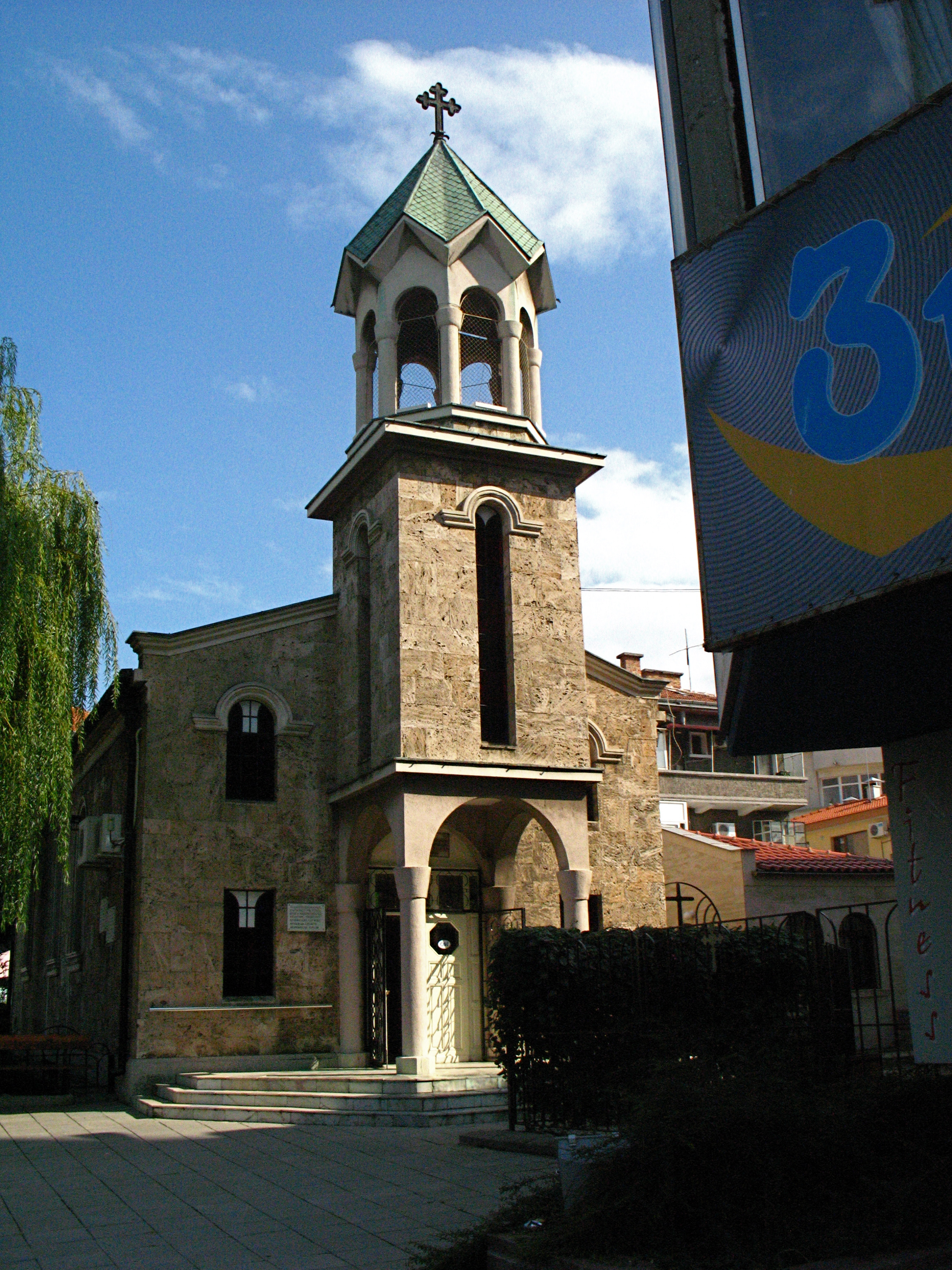
Армянская  церковь  Бургаса
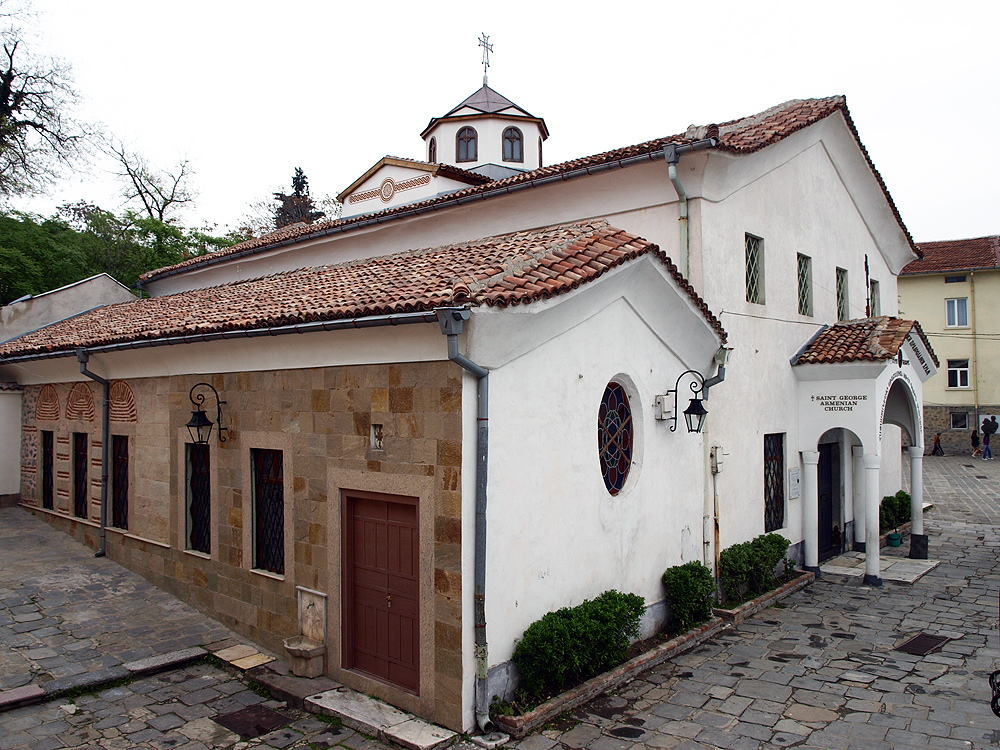
Армянская  церковь  Св. Георгия, Пловдив